# 週末お悩み解消系ラジオ ジェーン・スー相談は踊る
『週末お悩み解消系ラジオ ジェーン・スー 相談は踊る』（しゅうまつおなやみかいしょうけいラジオ ジェーン・スー そうだんはおどる）は、TBSラジオで、2014年4月5日から2016年4月9日まで放送されていたAMラジオ聴取者参加型の人生相談ラジオ番組。当番組のキャッチコピーは「相談は踊る、されど進まず。だったらせめて、 LET'S SO DANCE!（レッツ・相談ス！）」である。

## 概要
メインパーソナリティであるジェーン・スーが、「恋バナ・人生相談・マジレス希望・一言クエスチョン・電話カウンセリング、さらには時空と国境を越えた遙か昔の悩み」などいろんな相談に乗る番組。
ジェーンのほかにアシスタント1人が出演するが、その代わりに進行役を務めるという意味でアシスタントを「代行MC 」と称している。「代行MC」は、ジェーンがコメンテーターを務めていた『ザ・トップ5』のレギュラー出演経験者、TBSテレビのアナウンサー、TBSラジオのパーソナリティ、もしくはジェーンと関わりの深い人物が担当する。「代行MC」はオープニングトーク後から放送に参加する。
ちなみに、生放送のため、スペシャルウィーク時（聴取率調査週）は、当番組同様橋本吉史がプロデューサーで同じ土曜日夜に放送される『ライムスター宇多丸のウィークエンド・シャッフル』のパーソナリティで、ジェーン・スーと関わりがある宇多丸（RHYMESTER）が「生乱入」する場合があった。2015年3月には「ジェーン・スー 相談は踊る」（ポプラ社、ISBN 978-4591144527）として書籍化。同月22日には書籍化記念のトークイベントが草月ホールで開催された。
2016年春の改編で昼11時からの平日帯枠『ジェーン・スー 生活は踊る』が始まり、番組としては終了が決まったが、同番組内の一コーナーに内包して引き続き放送され、同コーナーテーマ曲や交通情報のBGM（キリンジ「You and Me」）も使用している。出演者も、アシスタントは代行MC経験者のTBSテレビアナウンサー、別コーナーゲストおよび番組の「選曲監修」担当に高橋芳朗を起用している。プロデューサーの橋本も『生活は踊る』へ異動した。

## 放送時間
- 毎週土曜日 19:00-21:00（JST）

## 出演者

### パーソナリティ
- ジェーン・スー

### コーナーMC
共に出演当時TBSテレビのアナウンサー。
- 林みなほ: お悩みガールズ白書
  - 林本人が代行MCとして出演した回のうち、2014年8月16日は堀井美香、2014年12月6日は蓮見孝之が担当した。
  - 2014年12月20日には、高野政所が代行MCだったので、『ザ・トップ5』（シーズン1）で、共演していた蓮見が部分的に登場。
  - また、2015年4月25日は堀井が担当した。これは、当日の代行MCであった久米宏と『久米宏 ラジオなんですけど』で共演しており、また、『ザ・トップ5』や当番組でジェーン・スーとも交友があることから。
  - さらに、2015年6月13日の回では、当日の代行MCであった荻上チキと『荻上チキ・Session-22』で共演している南部広美が担当した。
- 杉山真也: あなたを導く 恋愛相談の館
  - 2015年6月20日 - 10月10日の同コーナーの放送期間に出演。後述のように代行MCの経験あり。

## 代行MC
特記がない場合はTBSアナウンサー（番組放送時点）。
太字は聴取率調査週間（いわゆるスペシャルウィーク）の担当

### 『ザ・トップ5』レギュラー出演者
『ザ・トップ5』担当シーズン開始前の当時の出演予定者を含む。
- 堀井美香[2] : 2014年4月5日・8月2日・10月18日[3]・12月13日・2015年3月21日・10月24日[4]・2016年4月9日
- 杉山真也 : 2014年4月12日・6月28日・10月11日・ 2015年11月21日・ 2016年3月19日
- 江藤愛 : 2014年4月19日・7月5日・9月13日・ 2015年3月28日・10月10日・ 2016年4月2日
- 小林悠 : 2014年4月26日・6月14日・10月25日[4]・2015年1月10日・8月8日
- 安東弘樹 : 2014年5月3日・11月22日・2015年3月14日・9月19日・2016年3月5日
- 林みなほ : 2014年5月10日・8月16日・12月6日・2015年10月31日・2016年3月12日
- 山本匠晃 : 2014年5月17日
- 高橋芳朗（音楽ジャーナリスト） : 2014年5月24日・9月6日・2015年1月24日・8月15日
- 蓮見孝之[2] : 2014年5月31日・7月26日・10月4日・12月27日・2015年5月30日[5]・10月17日
- 小林麻耶（フリーアナウンサー） : 2014年6月7日・8月23日・2015年7月18日・2016年1月23日
- 水野真裕美 : 2014年7月19日
- 外山惠理 : 2014年11月15日・2015年4月18日
- 高野政所（DJ） : 2014年12月20日
- 国山ハセン : 2015年2月14日
- 神田愛花（フリーアナウンサー） : 2015年2月28日・5月2日・2016年2月13日
- 笹川友里 : 2015年3月7日
- コンバットREC（ビデオ考古学者） : 2015年4月4日
- サイプレス上野（サイプレス上野とロベルト吉野、ヒップホップMC） : 2015年9月12日
- 小倉弘子 : 2016年2月6日
- 熊崎風斗 : 2016年2月27日

### その他の出演者
- 吉田明世 : 2014年6月21日・11月1日・2015年5月9日・11月14日
- 柴田秀一 : 2014年7月12日・9月27日・2015年2月7日・7月4日・2016年1月9日
- 堀込高樹（キリンジ） : 2014年8月9日・2015年11月7日・2016年3月26日
- 田中みな実 : 2014年8月30日
- 豊田綾乃 : 2014年9月20日・2015年9月5日
- 駒田健吾 : 2014年11月8日・2015年4月11日・2016年1月16日
- しまおまほ（漫画家・イラストレーター） : 2014年11月29日
- 山内あゆ : 2015年1月17日・12月12日
- 加藤シルビア : 2015年1月31日・5月23日・9月26日
- 宇多丸（RHYMESTER、『ライムスター宇多丸のウィークエンド・シャッフル』パーソナリティ） : 2015年2月21日・2016年2月20日
- 久米宏（フリーアナウンサー、『久米宏 ラジオなんですけど』パーソナリティ） : 2015年4月25日
- 石井大裕 : 2015年5月16日
- 南部広美（フリーアナウンサー、『荻上チキ・Session-22』アシスタント） : 2015年6月6日
- 荻上チキ（評論家、『荻上チキ・Session-22』メインキャスター） : 2015年6月13日
- 小笠原亘 : 2015年6月20日・12月5日
- 北川悦吏子（脚本家） :  2015年6月27日
- 井上貴博 : 2015年7月11日・12月26日
- 土岐麻子（歌手） : 2015年7月25日
- Mummy-D（RHYMESTER、ヒップホップMC） : 2015年8月1日[6]
- 三浦しをん（小説家） : 2015年8月22日
- 厚切りジェイソン（お笑い芸人） : 2015年8月29日
- 菊地成孔（ジャズ・ミュージシャン、『菊地成孔の粋な夜電波』パーソナリティ） : 2015年10月3日
- 中野信子（脳科学者） : 2015年11月28日
- 赤江珠緒（フリーアナウンサー、『赤江珠緒 たまむすび』パーソナリティ） : 2015年12月19日
- 赤荻歩 : 2016年1月30日

## タイムテーブル・コーナー
番組開始時からの主なタイムテーブルは下記の通り。合間にリスナーからのメッセージの紹介・相談が入る。
- 19:00、オープニング、「ジェーン・スーさんからの相談」
- 19:10頃、代行MCの紹介とフリートーク
- 19:20頃、19時台の「リスナーからの相談」（前半）
- 19:30頃、交通情報
- 19:40頃、「マイナビウーマン お悩みGirls白書」
  - マイナビが運営する女性向けサイト「マイナビウーマン」で行ったアンケートを取り上げる。
- 19:50頃、19時台の「リスナーからの相談」（後半）
- 20:00、「代行MCからの相談」
  - 代行MCが初回出演時のみ行う。
- 20時台の「リスナーからの相談」
- 20:30頃、交通情報
- 20:35頃、「お悩み時空パトロール」
  - 過去に行われた国内外の人生相談記事を取り上げる。
- 20:45頃、「あなたを導く 恋愛相談の館」
  - 2015年6月20日に始まった期間限定コーナー。リスナーの恋愛相談について占い師が答える。10月10日終了。

## ネット局
特別番組・野球中継により休止の場合がある。また、プロ野球開催時期の春・夏といわゆるナイターオフシーズンとなる秋・冬では、番組編成が大幅に変わることによって、半年間にわたり、ネットする時間帯が変更もしくはネットそのものが休止になる地域もある。
TBSラジオ以外での放送は2016年3月26日をもって終了。
- 全：19:00-21:00までのフルネット。
- 前：19:00-20:00までの部分ネット。
- 後：20:00-21:00までの部分ネット。
- 未：未ネット。

| 放送対象地域   | 放送局     | 2014年 4月 - 9月 | 2014年10月 - 2015年3月 | 2015年 4月 - 9月 | 2015年10月 - 2016年3月 | 備考                                                                                               |
| -------------- | ---------- | ---------------- | ---------------------- | ---------------- | ---------------------- | -------------------------------------------------------------------------------------------------- |
| 関東広域圏     | TBSラジオ  | 全               | 全                     | 全               | 全                     | 制作局                                                                                             |
| 秋田県         | 秋田放送   | 全               | 全                     | 全               | 前                     | |
| 山形県         | 山形放送   | 全               | 全                     | 全               | 全                     | |
| 富山県         | 北日本放送 | 未               | 未                     | 全               | 未                     | |
| 石川県         | 北陸放送   | 未               | 未                     | 全               | 未                     | |
| 福井県         | 福井放送   | 未               | 未                     | 未               | 全                     | |
| 山梨県         | 山梨放送   | 全               | 未                     | 全               | 全                     | |
| 長野県         | 信越放送   | 全               | 未                     | 全               | 後                     | |
| 静岡県         | 静岡放送   | 未               | 前                     | 前               | 前                     | |
| 中京広域圏     | CBCラジオ  | 未               | 前                     | 未               | 前                     | |
| 和歌山県       | 和歌山放送 | 後               | 未                     | 未               | 未                     | |
| 鳥取県・島根県 | 山陰放送   | 全               | 後                     | 全               | 後                     | 後半のみネットとなっている秋冬時期も『中四国ライブネット』休止時は臨時でフルネットする場合がある。 |
| 岡山県         | 山陽放送   | 前               | 未                     | 全               | 未                     | |
| 広島県         | 中国放送   | 全               | 後                     | 全               | 後                     | 後半のみネットとなっている秋冬時期も『中四国ライブネット』休止時は臨時でフルネットする場合がある   |
| 山口県         | 山口放送   | 未               | 後                     | 未               | 後                     | 後半のみネットとなっている秋冬時期も『中四国ライブネット』休止時は臨時でフルネットする場合がある   |
| 愛媛県         | 南海放送   | 前               | 未                     | 未               | 未                     | |
| 高知県         | 高知放送   | 未               | 後                     | 未               | 後                     | |

## スピンオフ
番組中の選曲「ダンスクラシックス（ダンクラ）」を番組の中心に据えたスピンオフ番組『相談はなくても踊る』を放送していた。いずれも「代行解説」として高橋芳朗が、「代行DJ」としてDJ YANATAKEが出演した。
- 2015年6月28日 23:00 - 23:55
- 2015年8月16日 23:00 - 23:55
- 2015年12月31日 22:00 - 23:30
  - 『相談はなくても大晦日に踊る』として放送。また、MBSラジオにもネットされた。

## スタッフ
番組本「ジェーン・スー　相談は踊る」スタッフ紹介より
- プロデューサー : 橋本吉史（TBS R&C）
- ディレクター&AP : 赤木舞子（TBS R&C）
- ディレクター : 金井渉（TBSプロネックス）
- AD : 園川怜（TBSプロネックス）
- 構成作家 : 佐藤研、古川耕
- リサーチャー : 市川真吾、三上莉奈
- 番組ロゴデザイン : ステレオテニス
- マネジメント : 市川康久（アゲハスプリングス）
- 編集協力 : 木村千鶴、桜庭夕子、水口愉貴